# Signal Power Good

Schéma d'une alimentation 24 broches de carte mère, avec le Power Good visible (PWR_OK).

Le signal Power Good permet d'empêcher un ordinateur de tenter d'opérer avec une alimentation fournissant une tension incorrecte et lui évite des dommages potentiels en cas de mauvaise alimentation en l'alertant.
La spécification ATX définit le signal Power Good comme un signal de +5 volts (V) généré dans l'alimentation quand cette dernière a passé ses tests automatiques et que les tensions de sortie se sont stabilisées. Cela prend normalement entre 0.1 et 0.5 seconde après le démarrage de l'alimentation. Le signal est ensuite envoyé à la carte mère, où il est reçu par la puce timer du processeur, qui contrôle la commande reset (remise à zéro) du processeur.
Les alimentations bon marché et/ou de moins bonne qualité ne suivent pas les spécifications ATX qui demandent un circuit destiné à la surveillance et les tests séparé du reste. À la place, elles ont la sortie du signal Power Good connectée à l'une des lignes 5 V. Cela fait que le processeur ne sera jamais remis à zéro en cas de mauvaise tension de l'alimentation sauf si la ligne 5 V voit sa tension descendre assez bas pour empêcher le processeur de fonctionner.

## Valeurs du signalPower Good
La valeur du signal Power Good est basée sur la durée, en millisecondes, dont l'alimentation a besoin pour devenir complètement prête. Les valeurs sont souvent considérées comme anormales si elles sont plus basses que 100 ms ou plus hautes que 900 ms.